# Klasyfikacje Tour de Pologne 2013

## Klasyfikacja generalna
| Miejsce | Zawodnik             | Państwo           | Zespół                       | Czas         |
| ------- | -------------------- | ----------------- | ---------------------------- | ------------ |
| 1.      | Pieter Weening       | Holandia          | Orica-GreenEDGE Cycling Team | 31h 58' 07"  |
| 2.      | Jon Izagirre         | Hiszpania         | Euskaltel-Euskadi            | + 13"        |
| 3.      | Christophe Riblon    | Francja           | Ag2r-La Mondiale             | + 16"        |
| 4.      | Rafał Majka          | Polska            | Team Saxo-Tinkoff            | + 26"        |
| 5.      | Sergio Henao         | Kolumbia          | Sky Procycling               | + 51"        |
| 6.      | Eros Capecchi        | Włochy            | Movistar Team                | + 51"        |
| 7.      | Domenico Pozzovivo   | Włochy            | Ag2r-La Mondiale             | + 1' 14"     |
| 8.      | Ivan Basso           | Włochy            | Cannondale                   | + 1' 38"     |
| 9.      | Tanel Kangert        | Estonia           | Pro Team Astana              | + 2' 35"     |
| 10.     | Chris Anker Sørensen | Dania             | Team Saxo-Tinkoff            | + 2' 50"     |
| 11.     | Robert Kišerlovski   | Chorwacja         | RadioShack-Leopard           | + 2' 56"     |
| 12.     | Ben Hermans          | Belgia            | RadioShack-Leopard           | + 2' 57"     |
| 13.     | Dominik Nerz         | Niemcy            | BMC Racing Team              | + 3' 12"     |
| 14.     | Ivan Santaromita     | Włochy            | BMC Racing Team              | + 3' 25"     |
| 15.     | Alex Howes           | Stany Zjednoczone | Garmin-Sharp                 | + 4' 33"     |
| 16.     | Kenny Elissonde      | Francja           | FDJ                          | + 5' 44"     |
| 17.     | Warren Barguil       | Francja           | Argos-Shimano                | + 6' 04"     |
| 18.     | Siergiej Czerneckij  | Rosja             | Team Katusha                 | + 8' 01"     |
| 19.     | Władimir Gusiew      | Rosja             | Team Katusha                 | + 8' 02"     |
| 20.     | Darwin Atapuma       | Kolumbia          | Colombia                     | + 10' 10"    |
|         |                      |                   |                              |              |
| 34.     | Maciej Paterski      | Polska            | Cannondale                   | + 33' 07"    |
| 35.     | Michał Gołaś         | Polska            | Omega Pharma-Quick Step      | + 34' 02"    |
| 39.     | Tomasz Marczyński    | Polska            | Vacansoleil-DCM              | + 38' 02"    |
| 41.     | Mateusz Taciak       | Polska            | CCC Polsat Polkowice         | + 41' 01"    |
| 55.     | Adrian Honkisz       | Polska            | CCC Polsat Polkowice         | + 1h 03' 41" |
| 65.     | Paweł Cieślik        | Polska            | Reprezentacja Polski         | + 1h 11' 39" |
| 66.     | Bartosz Huzarski     | Polska            | Team NetApp                  | + 1h 13' 22" |
| 67.     | Przemysław Niemiec   | Polska            | Lampre-Merida                | + 1h 14' 26" |
| 69.     | Karol Domagalski     | Polska            | Reprezentacja Polski         | + 1h 15' 22" |
| 83.     | Kamil Gradek         | Polska            | Reprezentacja Polski         | + 1h 35' 43" |
| 90.     | Sylwester Szmyd      | Polska            | Movistar Team                | + 1h 42' 28" |
| 94.     | Bartłomiej Matysiak  | Polska            | CCC Polsat Polkowice         | + 1h 49' 11" |
| 104.    | Łukasz Bodnar        | Polska            | Reprezentacja Polski         | + 2h 13' 43" |
| 107.    | Paweł Franczak       | Polska            | Reprezentacja Polski         | + 2h 18' 16" |
| DSQ     | Jacek Morajko        | Polska            | CCC Polsat Polkowice         | DSQ          |
| DNF     | Adam Stachowiak      | Polska            | Reprezentacja Polski         | DNF          |

## Klasyfikacja punktowa
| Miejsce | Zawodnik           | Państwo           | Zespół                       | Punkty  |
| ------- | ------------------ | ----------------- | ---------------------------- | ------- |
| 1.      | Rafał Majka        | Polska            | Team Saxo-Tinkoff            | 68 pkt. |
| 2.      | Jon Izagirre       | Hiszpania         | Euskaltel-Euskadi            | 66 pkt. |
| 3.      | Christophe Riblon  | Francja           | Ag2r-La Mondiale             | 65 pkt. |
| 4.      | Pieter Weening     | Holandia          | Orica-GreenEDGE Cycling Team | 62 pkt. |
| 5.      | Sergio Henao       | Kolumbia          | Sky Procycling               | 56 pkt. |
| 6.      | Thor Hushovd       | Norwegia          | BMC Racing Team              | 55 pkt. |
| 7.      | Diego Ulissi       | Włochy            | Lampre-Merida                | 51 pkt. |
| 8.      | Steele Von Hoff    | Australia         | Garmin-Sharp                 | 49 pkt. |
| 9.      | Taylor Phinney     | Stany Zjednoczone | BMC Racing Team              | 46 pkt. |
| 10.     | Domenico Pozzovivo | Włochy            | Ag2r-La Mondiale             | 42 pkt. |
| 10.     | Luka Mezgec        | Słowenia          | Argos-Shimano                | 42 pkt. |

## Klasyfikacja górska
| Miejsce | Zawodnik             | Państwo           | Zespół            | Punkty  |
| ------- | -------------------- | ----------------- | ----------------- | ------- |
| 1.      | Tomasz Marczyński    | Polska            | Vacansoleil-DCM   | 86 pkt. |
| 2.      | Darwin Atapuma       | Kolumbia          | Colombia          | 64 pkt. |
| 3.      | Bartosz Huzarski     | Polska            | Team NetApp       | 58 pkt. |
| 4.      | Sylwester Szmyd      | Polska            | Movistar Team     | 23 pkt. |
| 5.      | Christophe Riblon    | Francja           | Ag2r-La Mondiale  | 20 pkt. |
| 6.      | Alex Howes           | Stany Zjednoczone | Garmin-Sharp      | 15 pkt. |
| 7.      | Siergiej Czerneckij  | Rosja             | Team Katusha      | 14 pkt. |
| 8.      | Chris Anker Sørensen | Dania             | Team Saxo-Tinkoff | 13 pkt. |
| 9.      | Jon Izagirre         | Hiszpania         | Euskaltel-Euskadi | 12 pkt. |
| 9.      | Georg Preidler       | Austria           | Argos-Shimano     | 12 pkt. |

## Klasyfikacja najaktywniejszych
| Miejsce | Zawodnik            | Państwo    | Zespół               | Punkty  |
| ------- | ------------------- | ---------- | -------------------- | ------- |
| 1.      | Bartosz Huzarski    | Polska     | Team NetApp          | 13 pkt. |
| 2.      | Ángel Madrazo       | Hiszpania  | Movistar Team        | 7 pkt.  |
| 3.      | Bartłomiej Matysiak | Polska     | CCC Polsat Polkowice | 6 pkt.  |
| 4.      | Mathias Frank       | Szwajcaria | BMC Racing Team      | 3 pkt.  |
| 4.      | Paweł Cieślik       | Polska     | Reprezentacja Polski | 3 pkt.  |
| 4.      | Kamil Gradek        | Polska     | Reprezentacja Polski | 3 pkt.  |
| 4.      | Leonardo Duque      | Kolumbia   | Colombia             | 3 pkt.  |
| 4.      | Ricardo Mestre      | Portugalia | Euskaltel-Euskadi    | 3 pkt.  |

## Najwyżej sklasyfikowany Polak
| Miejsce | Zawodnik          | Zespół                  | Czas        |
| ------- | ----------------- | ----------------------- | ----------- |
| 1.      | Rafał Majka       | Team Saxo-Tinkoff       | 31h 58' 33" |
| 2.      | Maciej Paterski   | Cannondale              | + 32' 41"   |
| 3.      | Michał Gołaś      | Omega Pharma-Quick Step | + 33' 36"   |
| 4.      | Tomasz Marczyński | Vacansoleil-DCM         | + 37' 36"   |
| 5.      | Mateusz Taciak    | CCC Polsat Polkowice    | + 40' 35"   |

## Klasyfikacja drużynowa
| Miejsce | Zespół                  | Czas         |
| ------- | ----------------------- | ------------ |
| 1.      | RadioShack-Leopard      | 95h 58' 50"  |
| 2.      | Cannondale              | + 19' 41"    |
| 3.      | Team Saxo-Tinkoff       | + 26' 22"    |
| 4.      | Ag2r-La Mondiale        | + 31' 14"    |
| 5.      | BMC Racing Team         | + 35' 28"    |
| 6.      | Movistar Team           | + 38' 12"    |
| 7.      | Euskaltel-Euskadi       | + 50' 14"    |
| 8.      | Omega Pharma-Quick Step | + 53' 32"    |
| 9.      | Argos-Shimano           | + 56' 04"    |
| 10.     | Team Katusha            | + 1h 04' 38" |